# حمزة حسن
حمزة حسن (18 أغسطس 1991) لاعب كرة قدم بحريني يلعب حاليا لصالح نادي الدرجة الأولى الأهلي البحريني في مركز المهاجم منذ 2009.

## الإنجازات
- الدرجة الأولى (1): 2010
- كأس الاتحاد البحريني (1): 2016